# Histioteuthis
Histioteuthis is een geslacht van inktvissen uit de familie van de Histioteuthidae. Bij alle soorten is een van de ogen, meestal rechts, normaal van formaat en het ander minstens tweemaal zo groot. Dit grote oog wordt doorgaans naar het oppervlak gekeerd, zodat het weinig licht dat er is opgevangen kan worden om te kunnen jagen. Het andere oog vangt dan bioluminescentie op van prooidieren.

## Soorten
- Histioteuthis arcturi (Robson, 1948)
- Histioteuthis atlantica (Hoyle, 1885)
- Histioteuthis bonnellii (Férussac, 1834)
- Histioteuthis celetaria (G. Voss, 1960)
  - Histioteuthis celetaria celetaria (G. Voss, 1960)
  - Histioteuthis celetaria pacifica (G. Voss, 1962)
- Histioteuthis corona (N. Voss & G. Voss, 1962)
  - Histioteuthis corona berryi N. Voss, 1969
  - Histioteuthis corona cerasina Nesis, 1971
  - Histioteuthis corona corona (N. Voss & G. Voss, 1962)
  - Histioteuthis corona inermis (Taki, 1964)
- Histioteuthis eltaninae N. Voss, 1969
- Histioteuthis heteropsis (Berry, 1913)
- Histioteuthis hoylei (Goodrich, 1896)
- Histioteuthis macrohista N. Voss, 1969
- Histioteuthis meleagroteuthis (Chun, 1910)
- Histioteuthis miranda (Berry, 1918)
- Histioteuthis oceani (Robson, 1948)
- Histioteuthis reversa (Verrill, 1880)